# Paměť stromů

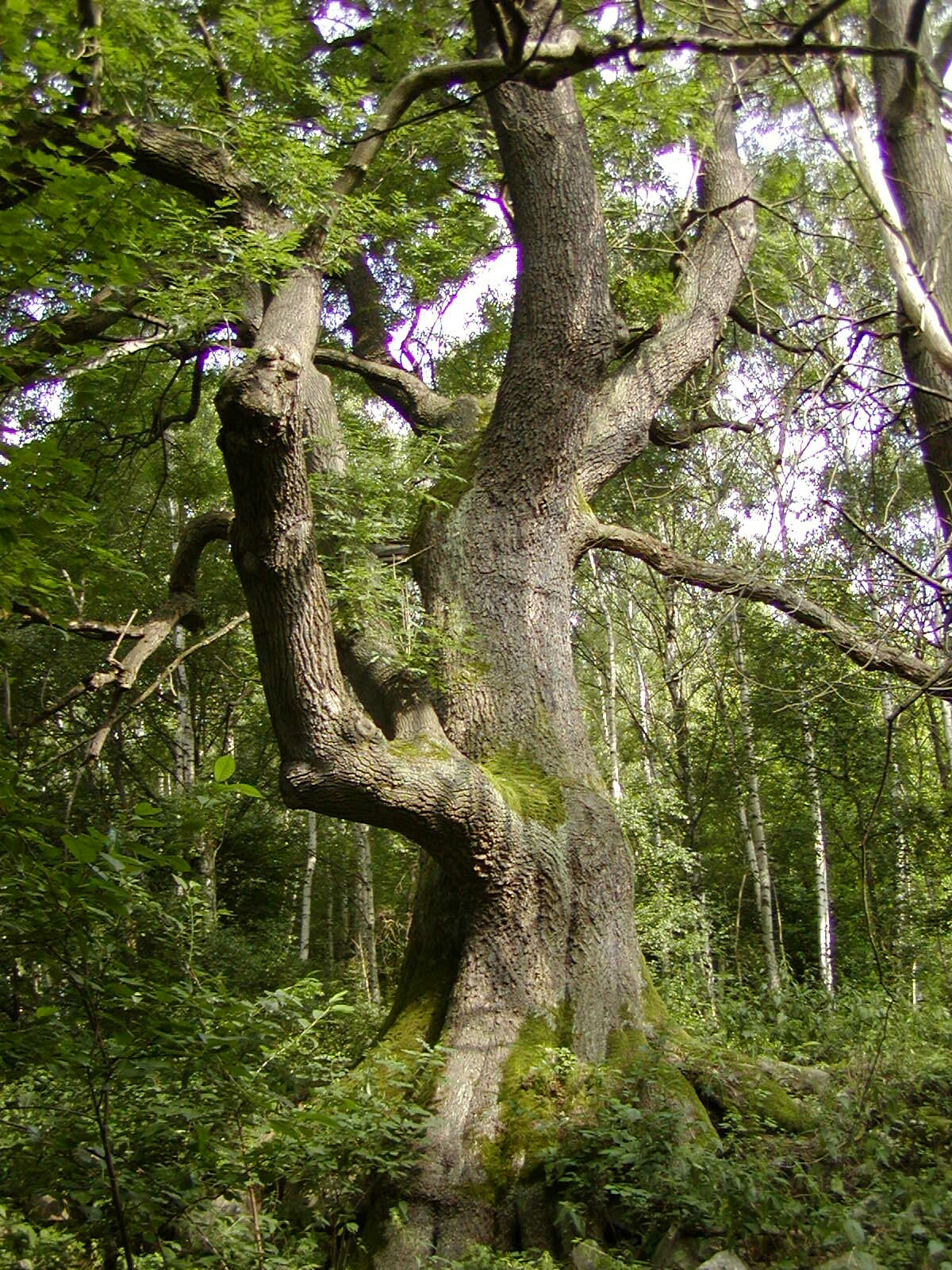
Popovský jasan
díl 15. – Stromy s NEJ

Paměť stromů je patnáctidílný televizní pořad České televize zaměřený na významné a památné stromy České republiky. Pořadem natáčeným v letech 2001 a 2002 provázel Luděk Munzar.

## Autoři a štáb
- režie: Bedřich Ludvík
- scénář: Bedřich Ludvík, Dr. Marie Hrušková
- průvodce: Luděk Munzar
- kamera: Josef Nekvasil
- námět: Bedřich Ludvík, Dr. Marie Hrušková, Jaroslav Turek
- dramaturgie: Milan Vacek
- kresby: Jaroslav Turek
- odborný poradce: Ing. Bohumil Reš

## Přípravy a natáčení
- 2001 – přípravy scénářů
- září 2001 – odevzdání scénářů
- říjen–listopad 2001 – úpravy dramaturga a odb.poradce
- prosinec 2001 – první záběry do znělky
- leden 2002 – přidělení výrobního čísla
- březen 2002 – první cesty, 4000 km
- duben–červen 2002 – cesty, mapování terénu
- květen 2002 – natáčení s kameramanem a průvodcem
- červenec 2002 – natočen komentář a průvodní píseň
- červenec–září 2002 – střižna
- 5. 1. 2003 v 17:05 – premiérové vysílání na ČT1

## Zaměření pořadu
Cyklus Paměť stromů volně navazoval na předchozí cyklus režiséra a scenáristy Bedřicha Ludvíka Rozhlédni se, člověče, úspěšný pořad o českých rozhlednách. Na rozdíl od pořadu o rozhlednách nebylo cílem zmapovat všechny památné stromy (v době pořadu jich bylo uváděno zhruba 17 tisíc, k roku 2011 jich je kolem 25 tisíc), ale záměrem autorů bylo vybrat ty nejzajímavější, nejstarší a odvyprávět jejich příběhy a pověsti. Autoři se nepokoušeli o encyklopedické třídění, ale soustředili se na vztah mezi člověkem a stromem, k čemuž jim výraznou měrou pomohl přístup Luďka Munzara, průvodce seriálem.
Pořad prezentuje staré stromy jednak soudobými záběry Josefa Nekvasila (2002), dobovými kresbami akademického malíře Jaroslava Turka (druhá polovina 20. století), příběhy sebranými Dr. Hruškovou a očima Luďka Munzara.
Podle slov Bedřicha Ludvíka se do 15 dílů nevešly všechny stromy, které byly natočené. Byla to například stařičká Žeberská lípa nebo tisíciletá lípa v Tatobitech. Z dalších to byly lípa u Libomyšle, Přemilovský jilm, Smíchovský platan, Lužánky v Brně, Hostýnské platany, buky pod letohrádkem Hvězda, Nasavrcká kaštanka, Neustupovská lípa, Běleňská lípa, Vilémovický tis, javor na židovském hřbitově ve Vlachově Březí a mnohé další.
Jedním z největších přínosů pořadu bylo zachycení velkého množství památných stromů – především cenné jsou záběry těch, které už dnes neexistují (Jemčinská lípa, starý dub v parku Jemčina), nebo jejichž stav se od roku 2002 zhoršil (Sudslavická lípa a další).

## Seznam dílů
| - buk Luďka Munzara (†) - buk v Mšeckých Žehrovicích - Goethův dub (†) - Šrůtkova lípa - lípa v Budči u Zákol - Kamenická lípa - platan na Karlově náměstí - lípa na Lomečku - Vejdova lípa - Ratměřická sekvoj - Svídnická borovice - lípa ve Staré Lysé - topoly a dub na Císařském ostrově - dub u Daliborky - buky Hvězda (vypadly) - Chabská lípa - platan na Kampě - platan na Karlově náměstí - Kunratický dub - lípa u Novotného lávky (†) - tis u Panny Marie Sněžné - turecká líska v Ronově (†) - turecká líska na Strahově (†) - jinan a duby ve Stromovce - Smíchovský platan - Beethovenův platan - Körnerův dub (Dalovice) - Jiřická lípa - Kotelská lípa (jen záběry) - Lánská lípa - Zajícův dub v Lánské oboře - buk v Mšeckých Žehrovicích - Sychrovské lípy - Žižkův dub v Želivi - Sudslavická lípa - Bratrská borovice v Jedlině (†) - Bratrská lípa v Kunvaldu - Tisíciletá lípa v Kotli - Holubova lípa - Šrůtkova lípa - Tisíciletá lípa ve Staré Lysé - Vejdova lípa - Pěčínský buk - Popovický dub - Výprachtická lípa - Buk v Mšeckých Žehrovicích - lípa ve Francově Lhotě - Laudonovy duby (Guntramovice) - Zlatá lípa (Guntramovice) - lípa Hrádek - Hrachovecké lípy - lípa Přátelství (Hrčava) - Lípy na Šancích | - Jemčinská lípa (†) - dub v Jemčinském parku (†) - Veledub - dub na hrázi Rožmberka - Tři bratři - Třeboňské borovice - Čertův dub na Hrádečku - buk na Dobré Vodě (Havlíčkobrodsko) - Žižkův dub (Hrutov) (†) - Žižkův dub (Trocnov) (†) - Žižkův dub (Myšlín) - Malonická lípa - Lípa na Ostaši - lípy ve Zlaté Koruně - Opalický dub (†) - buk u Libáně (†) - dub u Grygova - Klokočovská lípa - dub v Kolodějích - Oldřichův dub - Svatováclavský dub - Úhrovská lípa - Dohodový dub - Hatínský klen (†) - havraní dub u Karlštejna - Husova lípa (Úklid) (†) - Husova lípa (Chlístov) - Císařská lípa na Pasekách - Radimova lípa v Mariánském Týnci - lípa v Neustupově (vypadla) - Valdštejnův dub (Okrouhlá) (vypadl) - dub královny Johanky v Blatné (†) - lípa v Bludově - Lípa neviny na Buchlově - Bzenecká lípa - Kamenická lípa - Žižkův dub (Lichnice) - Žižkův dub (Náměšť nad Oslavou) - popravčí dub ve Velkých Losinách - dub v Žehušické oboře - Pernštejnský tis - Dobřanská lípa - buk na Jírově Hoře - Panuškův dub v Kochánově - Kraskovský dub - dub Karla Havlíčka Borovského v Proseči - lípa Karoliny Světlé - Slavíčkův dub ve Skoranově - Goethův dub v Krásném Dvoře (†) - dub Emy Destinnové - buk Ulriky von Levetzow v Třebívlicích - Dvořákův dub u Vysoké (†) - Šrámkova Semtinská lípa (†) - Jiráskova lípa v Krčíně | - Kapistránská lípa v Jemnici - lípy na Jaroměřické kalvárii - lípa na Lomečku - Mirotický dub na židovském hřbitově - lípy v Pohledu - lípy u svaté Anny - lípa Jana Gurreho - Třísovská lípa - Svatováclavský dub na Svaté Hoře - Vítochovská borovice - dub v Libomyšli - buk a borovice v Makové - vrba, platan, habr a jinan z Lužánek (vypadly) - Platan u sv. Anny v Brně - hrušeň u Helfštýna - Hostýnské platany (vypadly) - Chomutovská kaštanka - Chudenická douglaska - tisy v Krompachu - Libáňská borovice - Libáňský habr - Lidická hrušeň - smrk v kapli na Malém Blaníku - kaštanka Nasavrky (vypadla) - Svídnická borovice - Všechovický tis (vypadl) - Tis v Podťatém (vypadl) - Korandův smrk, hrad Příběnice (†) - akát na Pražském hradě - Hadí královna (lípa v Horní Moravici) - tis v Jamném - Lešišovská lípa - Horákův buk (Lhoty u Potštejna) (†) - dub u svítivých hlav (Mokrosuky) - lípa u Zelených (Mokrosuky) - duby na Pohansku - Lukasova lípa - Věstoňovický javor - Čejkovický dub (vypadl) - Hukvaldský buk - Klokočovská lípa - Tisy v Krompachu - Horákův buk (Lhoty u Potštejna) (†) - Žižkův dub (Lichnice) - buk v Mšeckých Žehrovicích - Horní Popovská lípa - Dolní Popovská lípa - Popovský jasan - Praskoleská lípa - Munzarův buk (†) - Svatováclavský dub - Sudslavická lípa - Vilémovický tis (vypadl) - Hraniční buk (Teslíny) - Prosenická lípa - Mendelův jinan - jinan v pražské bot. zahradě - Žeberská lípa |